# Donna Edwards
Donna F. Edwards, née le 28 juin 1958 à Yanceyville, est une femme politique américaine, élue du Parti démocrate à la Chambre des représentants des États-Unis pour le Maryland, notamment connue pour ses positions progressistes en faveur des femmes et des minorités.

## Biographie

### Jeunesse et formation
Donna F. Edwards est née à Yanceyville, dans la Caroline du Nord, le 28 juin 1958, est la seconde des six enfants de John Edwards, militaire de l'US Air Force et de Mary Edwars, femme au foyer. La famille se déplace souvent selon les affectations de John Edwards. 
Après ses études secondaires à la Thomas Stone High School (en) administrée par la Charles County Public Schools (en)  à Waldorf  dans le Maryland, elle est admise à l'université de Wake Forest, elle obtient avec cinq autres femmes afro-américaines, le Bachelor of Arts (licence) en 1980. Elle fait une année d'études complémentaire à l'université de Salamanque en Espagne dans le cadre d'un jumelage avec l'université de Wake Forest (le WFU study-abroad program).

### Les débuts
Elle commence sa carrière professionnelle en travaillant comme directrice adjointe du Programme des Nations unies pour le développement (PNUD) de l'ONU.

### Carrière politique
Donna Edwards veut se présenter en 2006 à la Chambre des représentants dans le 4e district du Maryland. Lors de la primaire démocrate, elle échoue cependant de justesse face au représentant sortant, Albert Wynn (en), réunissant 46,4 % des voix contre 49,7 % à Wynn. Elle reproche notamment au sortant de dépendre des grandes entreprises et d'avoir voté en faveur de l'invasion de l'Irak. Elle est à nouveau candidate pour le scrutin de 2008 et bat Wynn, le devançant de 22 points. Wynn démissionne alors de son siège et Edwards remporte l'élection partielle le 17 juin 2008 avec 80,5 % des suffrages, contre 17,8 % au républicain Peter James. Elle devient la première femme afro-américaine élue du Maryland au Congrès. En novembre, elle est élue pour un mandat complet avec 85,8 % des voix face au même adversaire. Elle est réélue en 2010, 2012 et 2014 avec une confortable avance, dans un district majoritairement afro-américain et acquis aux démocrates.
En 2016, elle affirme son intention de briguer la succession de la sénatrice démocrate Barbara Mikulski aux élections sénatoriales. Elle affronte lors de la primaire démocrate le représentant Chris Van Hollen. Edwards met en avant son passé de mère célibataire afro-américaine. Elle dépeint Van Hollen comme un législateur du statu quo, trop prompt au compris. En retour, il la qualifie de membre du « Tea Party de la gauche ». Les deux représentants ont cependant des historiques de votes similaires. Van Hollen reçoit le soutien de l'establishement démocrate, mais Edwards est soutenue par Emily's List. Il bat finalement Edwards avec 53 % des suffrages contre 39 % pour la représentante. Après l'annonce des résultats, elle s'interroge : « Quand la voix des personnes de couleurs, la voix des femmes, la voix des travailleurs, la voix des femmes noires seront-elles efficaces, légitimes et égales ? ».
En octobre 2017, elle annonce sa candidature au poste de County Executive du comté du Prince George. Elle est largement battue au cours de la primaire démocrate du 26 juin 2018, ne rassemblant que 24 % des voix contre 62 % pour la procureure du comté Angela Alsobrooks.

### Journalisme
Donna F. Edwards écrit régulièrement des articles pour le Washington Post.